# 藤原高遠
藤原高遠（日语：／ Fujiwara no Takatō，949年—1013年6月）是日本平安時代公卿和歌人，出自於藤原北家小野宮流，官位是正三位大宰大貳。和歌方面，他有27首作品收錄於敕撰和歌集，初次收錄是《拾遺和歌集》，為中古三十六歌仙之一。

## 生平
高遠的父親是藤原齊敏，母親是藤原尹文之女，弟弟有藤原實資，祖父是藤原實賴，堂兄弟有藤原佐理和藤原公任。應和4年正月7日（964年2月22日），高遠獲敘為從五位下（東宮御給）。康保4年7月23日（967年8月31日），他就任為侍從，翌年正月13日（968年2月14日）出任右衛門佐。安和2年正月27日（969年2月16日），他就任為右近衛少將，翌年正月26日（970年3月6日）兼任近江介或近江權介，天祿元年8月5日（970年9月8日）改任左近衛少將。
天祿元年11月27日（12月28日），高遠獲升至從五位上，天延2年正月7日（974年2月1日）再升至正五位下（府勞），同年閏10月27日（12月13日）根據《親信卿記》記載，其妻藤原朝成三女死去。天延4年正月7日（976年2月9日），他出任民部權大輔，貞元元年年12月27日（977年1月19日）就任春宮權亮。永觀2年10月10日（984年11月5日），他獲升至正四位下（先坊亮勞），同年10月30日（11月25日）就任為右馬頭。寬和2年正月28日（986年3月11日），他兼任內藏頭。永延元年7月11日（987年8月8日），他出任右兵衛督。
永祚2年正月11日（990年2月9日），高遠獲升至從三位（（行幸圓融寺御遊之次依為主上御笛師）。正曆3年8月23日（992年9月22日），他就任為兵部卿。長德2年9月17日（996年10月31日），他出任左兵衛督。寬弘元年12月28日（1005年2月9日），根據《日本紀略》記載，大宰權帥平惟仲遭到宇佐神宮控訴而被罷免，高遠則作為大宰大貳上任:215。翌年4月22日（1005年6月1日），根據《小右記》和《權記》記載，他由於赴任大宰大貳而獲升至正三位:412-413。
寬弘6年8月14日（1009年9月5日），高遠遭到筑後守藤原文信控訴而停職:433-434，同年9月14日（10月4日）議決:446。其後，推測他隱居於近江的山村。長和2年5月6日（1013年6月16日），根據《中古歌仙三十六人傳》記載，高遠死去，享年56歲，《尊卑分脈》、《日本紀略》和《御堂關白記》則分別記載為5月11日（6月21日）、5月16日和5月17日（6月26日和6月27日），《公卿補任》甚至直至長和5年（1016年）為止仍有記載其名稱。高遠死後，根據《十訓抄》和《沙石集》記載，他向某人報夢，並且以和歌寄意稱如果有人前往他的故鄉的話，希望你能夠告訴他我在走向冥界的山路處迷路了。

## 和歌
| 敕撰和歌集     | 新編國歌大觀編號                         |
| -------------- | ---------------------------------------- |
| 拾遺和歌集     | 169                                      |
| 後拾遺和歌集   | 158、215、250、521、577、690、1015、1135 |
| 詞花和歌集     | 73                                       |
| 新古今和歌集   | 69、318、1002、1998                      |
| 新敕撰和歌集   | 647、957                                 |
| 續古今和歌集   | 95、706、824、924                        |
| 玉葉和歌集     | 116、2490                                |
| 續千載和歌集   | 255                                      |
| 續後拾遺和歌集 | 1235                                     |
| 新拾遺和歌集   | 371、1035                                |
| 新後拾和歌集   | 1410                                     |
| 新續古今和歌集 | 1710                                     |

高遠是中古三十六歌仙之一，曾經參與康保3年閏8月15日（966年10月1日）的內裏前栽合、貞元2年8月16日（977年10月1日）的三條左大臣賴忠前栽歌合和寬和2年6月10日（986年7月19日）的內裏歌合，並且被推測與弟弟藤原懷平、實資一同分別於天元4年4月26日（981年6月1日）和某年5月舉辦故右衛門督齊敏君達謎合以及故右衛門君達後度謎歌合。此外，他也有參與寬弘7年至翌年春天（1010年至1011年）期間舉行的前大宰大貳高遠歌合。
| 拾遺和歌集版本 | 後六六撰版本 | 雲南人民出版社譯本                       |
| -------------- | ------------ | ---------------------------------------- |
|                |              | 逢坂關 馬蹄嘚嘚 踏山崖 破霧而來 桐原小馬 |

這首和歌收錄於《拾遺和歌集》卷第三「秋」，新編國歌大觀編號是169，詞書是「在任少將時前往駒迎」，家集的詞書則是「前往駒迎」。少將是指高遠在安和2年正月27日至天延4年正月7日時擔任的右近衛少將，駒迎是由馬寮的官員（少將）在每年8月於逢坂關迎接來自全國各地的獻馬的儀式。
此歌與紀貫之收錄在《拾遺和歌集》的作品（新編國歌大觀編號170）同為以駒迎作為歌題的先驅。根據《西行上人談抄》和《愚秘抄》記載，高遠在藤原公任身患重病時前往探訪，並且向公任問道為何詠唱一兩次時感覺自己的作品更好，可是詠唱四五次時卻又感覺貫之的作品更佳呢？對此，公任一方面對於高遠熱衷於和歌而流淚，同時回答到這是由於貫之的作品沒有使用顯眼的緣語等技巧，而是端麗地詠唱。
首句是指逢坂山，為近江國的歌枕。第二句的意思是關隘岩石的突起部分，基於首句的逢坂，此關隘即為逢坂關。第三句的意思是踩踏岩石的突起部分，讓其變得平坦（踏み均し），也有踩踏而發出蹄聲的意思（踏み鳴らし）。第四句的意思是翻山越嶺，其中與末句的「（霧）」是緣語。末句的意思是桐原的馬匹，桐原是信濃國的歌枕，為馬匹的產地，現為長野縣長野市桐原或松本市入山邊，則是掛詞，同時有桐和霧的意思。
此歌也收錄於《拾遺抄》、《古今和歌六帖》、《金玉和歌集》、《玄玄集》、《後十五番歌合》、《和歌童蒙抄》、《古來風體抄》、《歌枕名寄》、《色葉和難集》和《新百人一首》，本歌取則有藤原定家收錄於《拾遺愚草》的作品（新編國歌大觀編號449）等等。

## 家集
高遠的家集是《高遠集》，也稱為《大貳高遠集》、《高遠大貳集》、《大宰大貳高遠集》等等，推測由高遠在寬弘8年至長和2年（1011年至1013年）期間編撰而成。家集總共收錄有403首和歌，其中有兩首長歌、60首他人歌、一首夢想之歌以及卷本增補的27首他本歌，內容以贈答歌為中心，涵蓋花山院、實資、公任、藤原實方和御形宣旨等人。版本方面，家集有冷泉家時雨亭文庫藏真觀本、宮內廳書陵部藏本大貳高遠集（桂宮本甲本，書架編號501・190）、宮內廳書陵部藏谷森本太宰大貳高遠集（書架編號351・423）、岡山大學藏本高遠大貳集（土肥經平文庫）、小川壽一藏本太宰大貳高遠卿家集、小澤蘆庵筆本和田中忠三郎藏本以及拔粹本續扶桑拾葉集本和八洲文藻本等等，均屬同一系統。
冷泉家時雨亭文庫藏真觀本是長21.5厘米，寬14.3厘米的綴葉裝，料紙是楮紙，封面左上方寫有「大宰大貳高遠卿集」，內題則是「大貳高遠集」，73頁著墨，其中27首他本歌的部分的筆跡與紙質均與其他部分不同，由於他本歌中有一首（新編私家集大成編號384）以赤染衛門名義收錄於《千載和歌集》（新編國歌大觀編號1200），因此無法斷定均為高遠的作品。此外，他本歌部分之前的三首（新編私家集大成編號374至376）均以片假名書寫，與其他收錄和歌不同。
宮內廳書陵部藏本大貳高遠集（桂宮本甲本，書架編號501・190）在江戶時代前期抄寫自冷泉家時雨亭文庫藏真觀本，為長23.2厘米，寬15.7厘米的列帖裝，料紙是鳥之子紙，外題出自於靈元天皇手筆，寫有「大貳高遠集」五字，一面九至十一行，和歌分兩行書寫，詞書隔兩個空格。谷森本太宰大貳高遠集（書架編號351・423）是半紙大小的袋綴，抄寫於江戶時代中期，封面是黃色雁皮紙，寫有「大宰大貳高遠集」，奧書則有「以醍醐天皇宸筆書寫迄」，與小澤蘆庵筆本同樣沒有收錄他本歌。
此外，傳西行筆《和泉式部續集》的前半和後半部分的外題分別是「大貳三位集」和「高遠大貳集」，均出自於藤原定家手筆，由此得知藤原定家筆《高遠集》曾經存在過，現存約10種的家集古筆推測便是源於此版本，雖然系統上與家集現存版本相同，不過與真觀本之間存在相當的差異，例如第96首的詞書、第129首的詞書、第190首、第215首和第285首。
| 版本                                                       | 翻刻本                                                    | 國書數據庫版本 | 持有者版本                       |
| ---------------------------------------------------------- | --------------------------------------------------------- | -------------- | -------------------------------- |
| 冷泉家時雨亭文庫藏真觀本                                   | 新編私家集大成                                            | —              | 冷泉家時雨亭叢書 平安私家集 十二 |
| 宮內廳書陵部藏本大貳高遠集（桂宮本甲本，書架編號501・190） | 桂宮本叢書 私家集二 私家集大成 中古Ⅰ 新編國歌大觀 私家集Ⅰ | [ 39 ]         | [ 39 ]                           |
| 宮內廳書陵部藏谷森本太宰大貳高遠集（書架編號351・423）     | —                                                         | [ 40 ]         | [ 40 ]                           |

## 註解
1. ↑  根據《百錬抄》永祚2年正月11日條記載[5]，一條天皇在朝覲（日语：朝覲）圓融院時吹笛，圓融院由於對此大受感動，因此高遠作為一條天皇在吹笛方面的師父而獲敘從三位，此事也見於《續古事談（日语：続古事談）》[6][7]，《枕草子》第228段也記載他在吹笛方面是一條天皇的師父，《禁秘抄（日语：禁秘抄）》則稱他是一條天皇在管弦方面的師父[8]。
2. ↑  該和歌在《新古今和歌集》中是藤原威子的作品（新編國歌大觀編號814）[16]。相對地，根據《今昔物語集》記載，他曾經在夢中與藤原義孝相見，並且得知義孝以前在蓬萊待過，現在則在極樂世界[17]。
3. ↑  新古今1998是異本歌，出自於內閣文庫（日语：内閣文庫）藏天正十年（1582年）書寫本卷二十，為新古今1964的下一首[16]。
4. ↑  夢想之歌是指在夢中由神佛或先人告知而來的和歌[11]。
5. ↑  由於高遠生於醍醐天皇死後，因此有吉保認為實際是後醍醐天皇[37]。

## 外部連結
- . kotobank （日语）.
- . 國書數據庫（日语：国文学研究資料館） （日语）.